# 克奇坎門自治市鎮

克奇坎門自治市鎮在阿拉斯加州的位置

克奇坎門自治市鎮（英語：Ketchikan Gateway Borough）是美國阿拉斯加州一個自治市鎮，位於該州東南部。面積4,543平方公里。根據美國2000年人口普查，共有人口14,070人。鎮治克奇坎（Ketchikan）。
鎮名來自鎮治，原來是特林吉特語對流經鎮治的一條河流的稱呼，而門指的是該鎮位於阿拉斯加與加拿大之間。